# Diges
Diges és un municipi francès, situat al departament del Yonne i a la regió de Borgonya - Franc Comtat. L'any 2007 tenia 1.138 habitants.

## Demografia

### Població
El 2007 la població de fet de Diges era de 1.138 persones. Hi havia 438 famílies, de les quals 100 eren unipersonals (52 homes vivint sols i 48 dones vivint soles), 145 parelles sense fills, 169 parelles amb fills i 24 famílies monoparentals amb fills.
La població ha evolucionat segons el següent gràfic:
Habitants censats

### Habitatges
El 2007 hi havia 551 habitatges, 445 eren l'habitatge principal de la família, 88 eren segones residències i 18 estaven desocupats. 537 eren cases i 8 eren apartaments. Dels 445 habitatges principals, 405 estaven ocupats pels seus propietaris, 35 estaven llogats i ocupats pels llogaters i 5 estaven cedits a títol gratuït; 4 tenien una cambra, 31 en tenien dues, 59 en tenien tres, 121 en tenien quatre i 230 en tenien cinc o més. 372 habitatges disposaven pel capbaix d'una plaça de pàrquing. A 185 habitatges hi havia un automòbil i a 224 n'hi havia dos o més.

### Piràmide de població
La piràmide de població per edats i sexe el 2009 era:
| Homes | Edats   | Dones |
| ----- | ------- | ----- |
| 0     | 95 o +  | 8     |
| 4     | 90 a 94 | 16    |
| 16    | 85 a 89 | 4     |
| 0     | 80 a 84 | 4     |
| 12    | 75 a 79 | 12    |
| 32    | 70 a 74 | 32    |
| 16    | 65 a 69 | 20    |
| 36    | 60 a 64 | 28    |
| 20    | 55 a 59 | 28    |
| 32    | 50 a 54 | 28    |
| 60    | 45 a 49 | 48    |
| 44    | 40 a 44 | 44    |
| 48    | 35 a 39 | 40    |
| 48    | 30 a 34 | 48    |
| 16    | 25 a 29 | 16    |
| 16    | 20 a 24 | 12    |
| 40    | 15 a 19 | 24    |
| 56    | 10 a 14 | 28    |
| 28    | 5 a 9   | 32    |
| 28    | 0 a 4   | 36    |

## Economia
El 2007 la població en edat de treballar era de 706 persones, 529 eren actives i 177 eren inactives. De les 529 persones actives 493 estaven ocupades (264 homes i 229 dones) i 36 estaven aturades (16 homes i 20 dones). De les 177 persones inactives 71 estaven jubilades, 58 estaven estudiant i 48 estaven classificades com a «altres inactius».

### Ingressos
El 2009 a Diges hi havia 460 unitats fiscals que integraven 1.166,5 persones, la mediana anual d'ingressos fiscals per persona era de 18.158 €.

### Activitats econòmiques
Dels 35 establiments que hi havia el 2007, 1 era d'una empresa de fabricació d'altres productes industrials, 13 d'empreses de construcció, 4 d'empreses de comerç i reparació d'automòbils, 1 d'una empresa de transport, 1 d'una empresa d'hostatgeria i restauració, 1 d'una empresa d'informació i comunicació, 1 d'una empresa financera, 3 d'empreses immobiliàries, 5 d'empreses de serveis, 3 d'entitats de l'administració pública i 2 d'empreses classificades com a «altres activitats de serveis».
Dels 13 establiments de servei als particulars que hi havia el 2009, 1 era un establiment de lloguer de cotxes, 1 autoescola, 1 paleta, 4 guixaires pintors, 2 fusteries, 3 lampisteries i 1 restaurant.
L'únic establiment comercial que hi havia el 2009 era una botiga de menys de 120 m².
L'any 2000 a Diges hi havia 32 explotacions agrícoles que ocupaven un total de 1.984 hectàrees.

## Equipaments sanitaris i escolars
El 2009 hi havia una escola elemental.

## Poblacions més properes
El següent diagrama mostra les poblacions més properes.